# Daniel Morillo Prats
Daniel Morillo Prats (Eivissa, 21 de gener de 1988) és un tirador d'arc eivissenc. En competicions infantils a nivell d'Espanya obtingué diverses medalles de plata tant a títol individual com per equips. Participà en els Jocs Olímpics de Pequín del 2008, on fou eliminat a setzens de final i quedà en la 17a posició.